# Chemin de Croix-Bénite
Pour les articles homonymes, voir Chemin de croix (homonymie).
Le chemin de Croix-Bénite (en occitan : camin de Crotz Senhada) est une voie de Toulouse, chef-lieu de la région Occitanie, dans le Midi de la France.

## Situation et accès

### Description
Le chemin de Croix-Bénite est une voie publique. Il se trouve au nord du quartier de Lalande. Il correspond à l'ancien chemin vicinal no 4, qui allait de Toulouse au village de Croix-Bénite.
Il naît de la route de Launaguet, dont il se sépare au niveau du rond-point Lili-Boulanger. Il se termine au niveau de la limite entre les communes de Toulouse et d'Aucamville. Il est prolongé au nord par le chemin des Bourdettes, qui traverse la commune d'Aucamville jusqu'au chemin de Raudelauzette, à la limite de la commune de Saint-Alban.
La chaussée compte une voie de circulation automobile dans chaque sens. Elle appartient, dans sa dernière partie, entre le chemin Dortis et la limite d'Aucamville, à une zone 30 et la vitesse y est limitée à 30 km/h. Il n'existe pas d'aménagement cyclable.

### Voies rencontrées
Le chemin de Croix-Bénite rencontre les voies suivantes, dans l'ordre des numéros croissants (« g » indique que la rue se situe à gauche, « d » à droite) :
1. Route de Launaguet
2. Rond-point Lili-Boulanger
3. Rue Sarah-Bernhardt (g)
4. Rue Marcelle-Capy (d)
5. Rue André-Haon - accès piéton (g)
6. Chemin de Turlu (d)
7. Chemin de Lapparou (g)
8. Chemin de Salières (d)
9. Rue André-Clarous (d)
10. Rue Fortuné-Gasparotto (g)
11. Rue Charles-Trenet (g)
12. Rond-point de Croix-Bénite
13. Boulevard Henri-Gaussen
14. Rue Hyacinthe-Sermet (g)
15. Chemin de Moulis
16. Chemin Dortis (d)
17. Chemin des Bourdettes - Aucamville

### Transports
Le chemin de Croix-Bénite n'est pas directement desservi par les transports en commun Tisséo. Il est cependant proche de la route de Launaguet, parcourue par la ligne de bus 60, et de l'avenue et de la route de Fronton, parcourues par les lignes de Linéo L10 et de bus 2969.
Les stations de vélos en libre-service VélôToulouse les plus proches sont les stations no 316 (rond-point Maurice-Espitalier), no 317 (22-24 boulevard Henri-Gaussen) et no 320 (14 rue Virginia-Woolf).

## Odonymie
Le chemin de Croix-Bénite porte le nom du village auquel il aboutissait au nord. Il s'étendait entre le chemin de Fronton (actuelle route de Fronton), à l'ouest, et la vallée de l'Hers, à l'est, et s'organisait autour du chemin de Croix-Bénite et de l'actuelle rue des Écoles. Il dépendit au XVIIIe siècle du consulat de Launaguet, mais en 1847 il fut réuni à Aucamville. Le chemin Dortis fut également désigné comme le petit-chemin de Croix-Bénite jusqu'en 1947.

## Patrimoine et lieux d'intérêt

### Fermes maraîchères

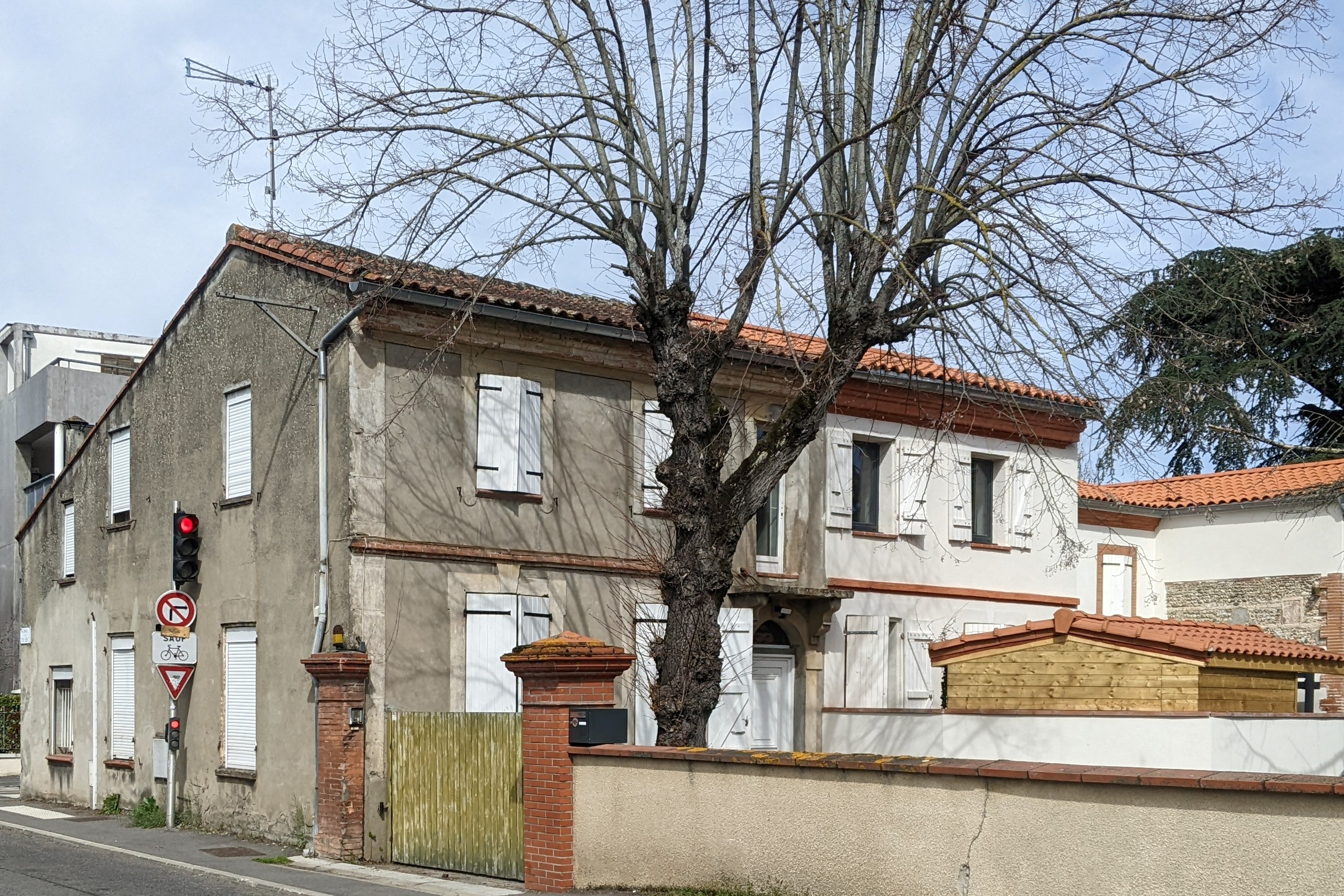
no 114 : ancienne ferme.

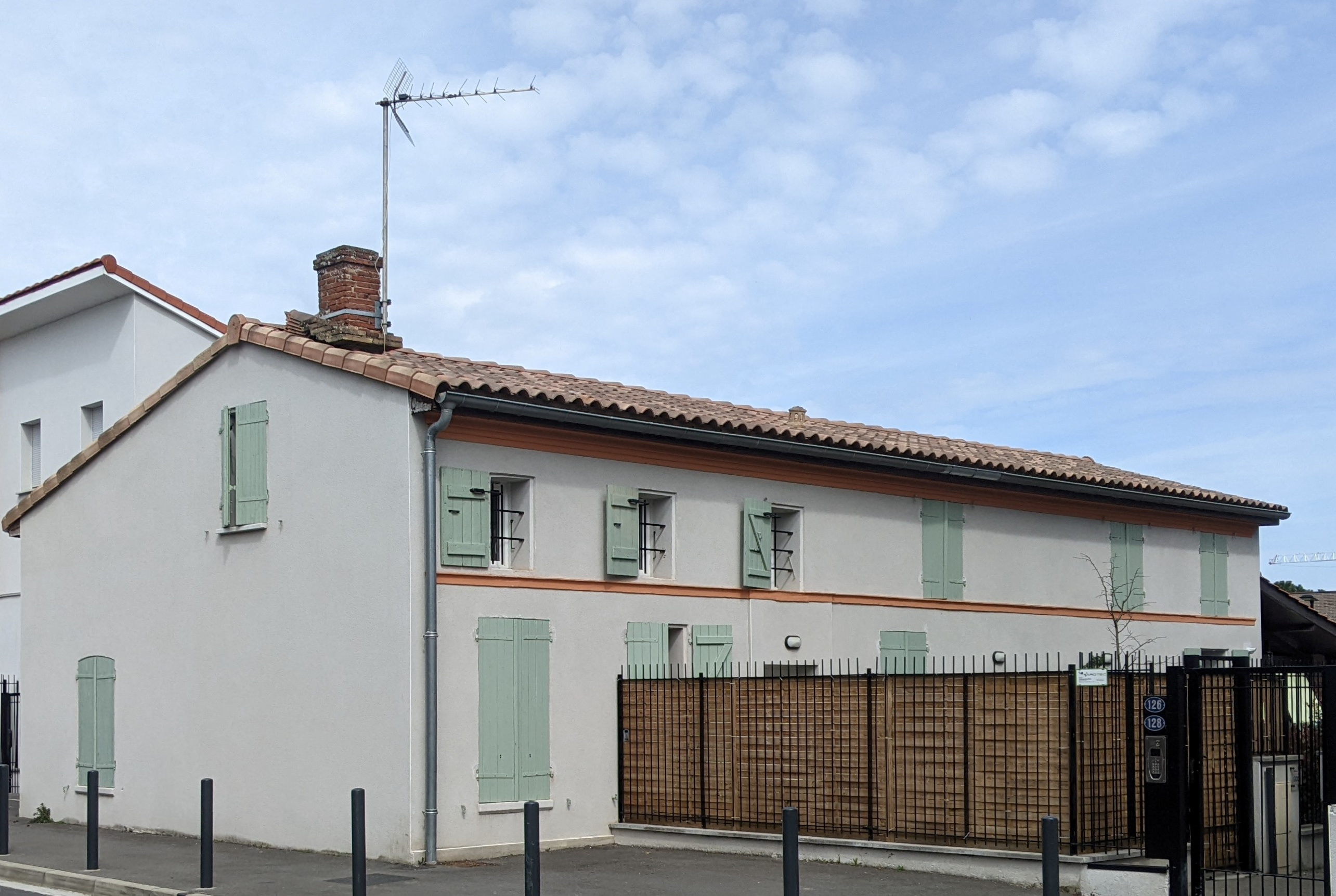
no 128 : ancienne ferme.

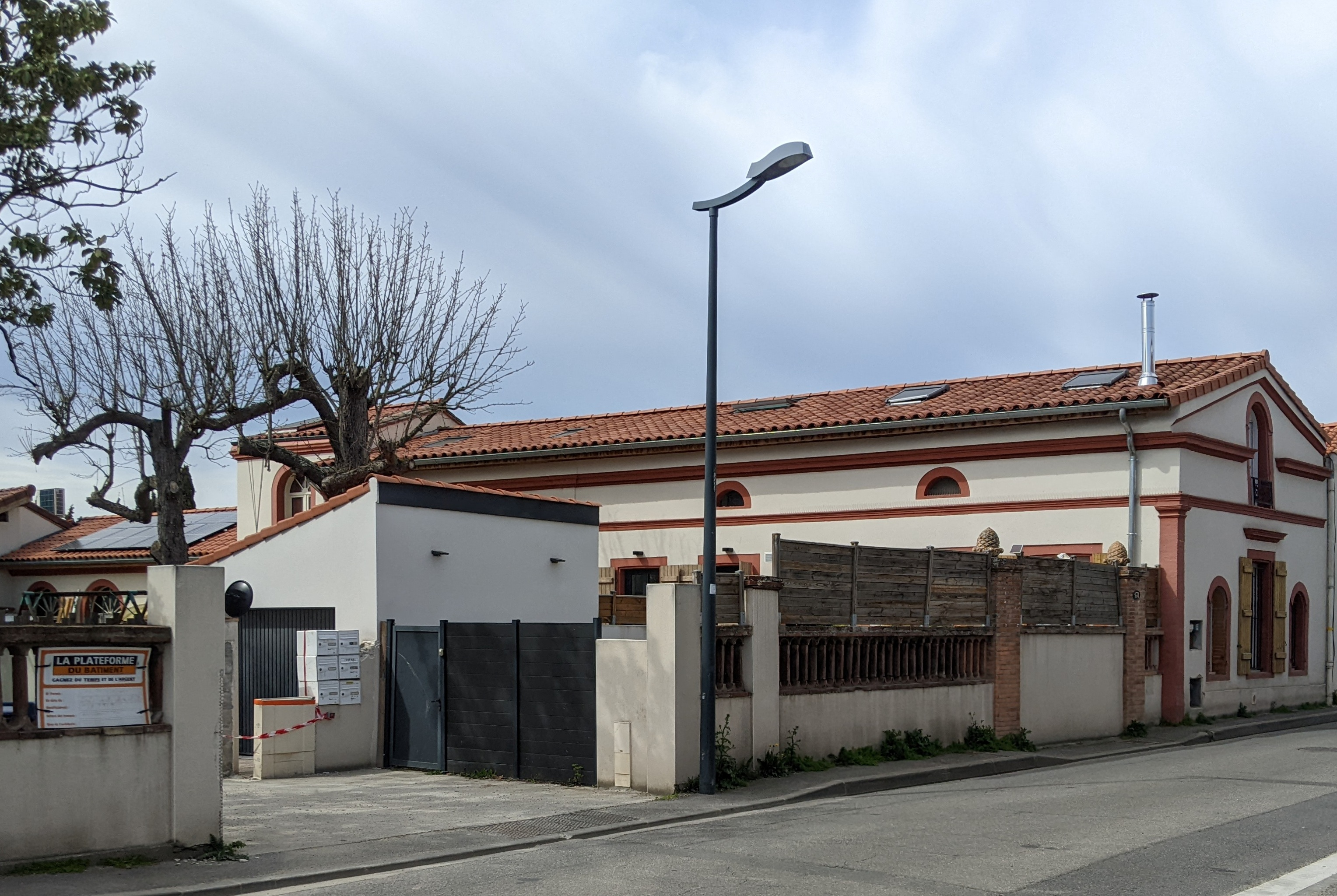
no 131 : ancienne ferme.

- no  19 : ferme maraîchère (deuxième moitié du XIXe siècle)[4].
- no  20 : ferme maraîchère (deuxième moitié du XIXe siècle)[5].
- no  29 : ferme maraîchère (deuxième moitié du XIXe siècle)[6].
- no  30 : ferme maraîchère (deuxième moitié du XIXe siècle)[7].
- no  34 : ferme maraîchère (premier quart du XXe siècle)[8].
- no  38 : ferme maraîchère (fin du XIXe siècle)[9].
- no  40 : ferme maraîchère (deuxième moitié du XIXe siècle)[10].
- no  41 : ferme maraîchère (deuxième moitié du XIXe siècle)[11].
- no  42 : ferme maraîchère (deuxième moitié du XIXe siècle)[12].
- no  48 : ferme maraîchère (fin du XIXe siècle)[13].
- no  49 : ferme maraîchère (fin du XIXe siècle)[14].
- no  52 : ferme maraîchère (deuxième moitié du XIXe siècle)[15].
- no  58 : ferme maraîchère (deuxième moitié du XIXe siècle)[16].
- no  61 : ferme maraîchère (fin du XIXe siècle)[17].
- no  62 : ferme maraîchère (deuxième moitié du XIXe siècle)[18].
- no  64 : ferme maraîchère (fin du XIXe siècle)[19].
- no  70 : ferme maraîchère (fin du XIXe siècle)[20].
- no  79 : ferme maraîchère (deuxième moitié du XIXe siècle)[21].
- no  100 : ferme maraîchère (deuxième moitié du XIXe siècle)[22].
- no  113 : ferme maraîchère (premier quart du XIXe siècle)[23].
- no  114 : ferme maraîchère (premier quart du XIXe siècle)[24].
- no  128 : ferme maraîchère.
- no  131 : ferme maraîchère (milieu du XIXe siècle)[25].

### Œuvre publique
- croix de carrefour.
Une croix de carrefour s'élève face au rond-point Lili-Boulanger, près de la route de Launaguet. Elle consiste en une simple croix de métal placée sur un édicule en brique.